# Barbicambarus
Genre
Barbicambarus est un genre d'écrevisses, appartenant à la famille des Cambaridae endémique des Appalaches. Les animaux se rencontrent dans le Kentucky et le Tennessee, notamment dans le bassin de la Green river.

## Liste des espèces
Selon NCBI (14 sept. 2016) :
- Barbicambarus cornutus (Faxon, 1884)
- Barbicambarus simmonsi